# Kieran Behan
 (mars 2024).
Si vous disposez d'ouvrages ou d'articles de référence ou si vous connaissez des sites web de qualité traitant du thème abordé ici, merci de compléter l'article en donnant les références utiles à sa vérifiabilité et en les liant à la section « Notes et références ».
 (mars 2024).
Kieran Behan, né le 19 avril 1989, est un gymnaste artistique irlandais. Il est le deuxième gymnaste irlandais à se qualifier pour les Jeux olympiques (le premier étant Barry McDonald en 1996).

## Jeunesse
Au cours de sa jeunesse, Kieran Behan a été contraint, à deux reprises, de suspendre ses entraînements pour des raisons médicales. 
La première interruption fait suite à l'identification d'une tumeur bénigne à la jambe. Il est alors âgé de 10 ans et des complications lors de l'intervention chirurgicale pour ôter cette tumeur le laissent dans un fauteuil roulant. Il ne peut reprendre sa formation de gymnaste que quinze mois plus tard.
Peu de temps après son retour, il tombe d'une barre au cours d'un entrainement. Il subit une blessure à la tête qui entraîne un traumatisme crânien et des dommages à l'oreille interne, affectant l'équilibre et la coordination. Il se retrouve de nouveau confiné dans un fauteuil roulant. Il doit réapprendre des compétences simples pour s'asseoir et bouger sa tête. Les blessures interdisent tout entrainement pendant trois ans. Les médecins se seraient montrés sceptiques quant à ses chances de pouvoir refaire de la gymnastique, voire de marcher à nouveau.
Behan retourne cependant à la gymnastique et gagne plusieurs prix en tant que gymnaste junior.

## Carrière en compétition
En 2010, Kieran Behan se révèle sur la scène internationale, mais subit un revers quand son ligament croisé antérieur (LCA) se rompt six semaines avant la date prévue pour participer aux Championnats d'Europe. Il subit le même problème sur son autre genou. Il est en état pour affronter les qualifications pour les Championnats du monde de gymnastique artistique 2010, mais ne se qualifie pas pour une des finales.
En 2012, il participe aux tests pour les Jeux olympiques de Londres, où il se qualifie pour la finale des exercices au sol, terminant à la quatrième place derrière les médaillés d'or Daniel Purvis et Tomas Gonzalez et le médaillé de bronze Kristian Thomas. En conséquence, il réussit à obtenir une subvention de 12 000 € du Conseil irlandais des sports. Son histoire singulière et le fait qu'il soit seulement le deuxième gymnaste irlandais à se qualifier pour les Jeux olympiques font de lui une star du jour au lendemain : il fait l'objet d'entrevues avec les médias et apparaît sur RTÉ dans l'émission The Late Late Show.

## Palmarès

### Championnats d'Europe
- Montpellier 2012
  - 7e au sol